# 埃倫頓 (喬治亞州)
埃倫頓（英語：Ellenton）是一個位於美國喬治亞州科爾奎特縣的城鎮。

## 地理
埃倫頓的座標為31°10′36″N 83°35′17″W / 31.17667°N 83.58806°W，而該地的平均海拔高度為79米（即259英尺）。

## 人口
根據2010年美國人口普查的數據，埃倫頓的面積為2.10平方千米，當中陸地面積為2.10平方千米，而水域面積為0.00平方千米。當地共有人口281人，而人口密度為每平方千米134人。